# Empoasca osca
Empoasca osca är en insektsart som beskrevs av Irena Dworakowska 1976. Empoasca osca ingår i släktet Empoasca och familjen dvärgstritar. Inga underarter finns listade i Catalogue of Life.